# Galeus schultzi
Galeus schultzi е вид хрущялна риба от семейство Scyliorhinidae.

## Разпространение
Видът е разпространен във Филипини.